# Il gioco degli specchi
Il gioco degli specchi è un romanzo di Andrea Camilleri, il diciottesimo con protagonista il commissario Salvo Montalbano, pubblicato da Sellerio nel maggio 2011 nella collana "La memoria" (858).

## Trama
(Andrea Camilleri, Il gioco degli specchi, p.64)

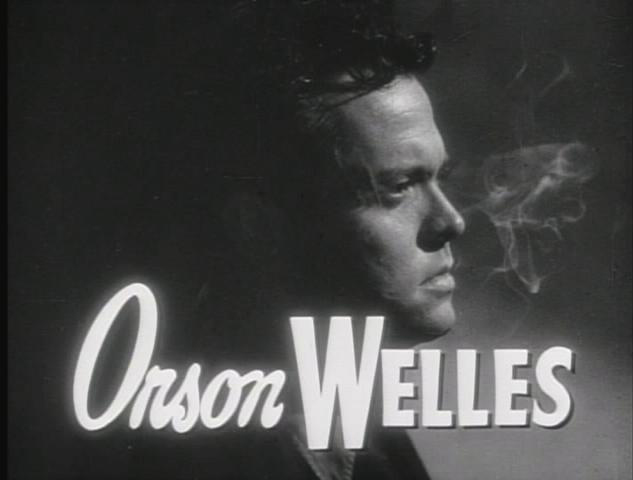
Orson Welles, nel film La signora di Shanghai

Tutto nella normalità nella vita di Montalbano, quasi noiosa, se non fosse che nel villino, da tempo sfitto, vicino al suo erano venuti ad abitare i coniugi Adriano e Liliana Lombardo: il marito, rappresentante di computer, sempre in viaggio, e la moglie, un'avvenente signora che tra le sue distrazioni sembra voler includere il commissario. Questi, infatti, conosce Liliana vedendola in panne con la sua auto e si offre di accompagnarla al lavoro (in un grande negozio di vestiti a Montelusa): da allora Liliana invita spesso il commissario a cena, a casa di uno dei due, raccontando di sentirsi sola perché il marito è sempre troppo concentrato sul suo lavoro, anche le poche volta che torna a Vigata. 
A questo gioco di seduzione sembra collegato un susseguirsi vorticoso di inspiegabili eventi, proprio come un gioco degli specchi in cui ti sembra di vedere una persona o uno sfondo mentre invece nei hai davanti un'altra o un altro: prima di tutto, si scopre che l'auto con cui Liliana era rimasta in panne aveva un danno al motore certamente doloso. Poi, una bomba scoppia dove non fa danno, in un magazzino che pare vuoto e fatiscente; la sera stessa, durante un viaggio il commissario per portare Liliana a casa dopo aver cenato insieme, si sente un rumore ma l'auto non sembra avere danni, come se avesse preso solo un sasso: il giorno dopo, però, l'ispettore Fazio nota un buco nella carrozzeria dell'auto di Montalbano, come se qualcuno avesse voluto minacciare lui o la signora Lombardo sparano un proiettile, di cui però è difficile capire la provenienza. 
Tutto ciò fa firriare (girare) la testa al commissario Montalbano, impegnato nella nuova indagine, durante la quale si scopre che Liliana ha già un amante, tale Arturo Tallarita, il quale lavora nello stesso negozio di Liliana e che ha il padre galeotto, in quanto spacciatore per i mafiosi Sinagra. Inoltre, anche grazie all'auto dell'ispettore Fazio, si scopre che il magazzino dov'è scoppiata la bomba era di proprietà di Tallarita padre e si sospetta che la bomba sia stata messa come minaccia da Carlo Nicotra, probabilmente un altro spacciatore colluso con i Sinagra. la conferma arriva grazie alla testimonianza di Francesca, madre di Arturo Tallarita visitata personalmente da Montalbano, la quale sapeva della relazione del figlio con Liliana e che questa aveva pochissimi rapporti col marito Adriano. Inoltre Francesca sa, probabilmente grazie alla collaborazione del marito galeotto con la polizia, che Nicotra non è d'accordo alla relazione di Arturo con Liliana e ritiene Adriano, con cui pare abbia fatto affari, un gran cornuto perché non si è accorto che Liliana lo tradisce. Inoltre, si scopre che la relazione tra Liliana e Montalbano è ripresa dalle telecamere per uno scoop giornalistico, e Montalbano ha il sospetto che qualcuno voglia rendere pubblico che Liliana tradisce il marito con un poliziotto: grazie alla testimonianza di Francesca e ad alcuni eventi successivi, Montalbano capisce che questo qualcuno è probabilmente Nicotra. Infatti, i giorni seguenti, scoppia un'altra bomba, a Montelusa vicino al negozio dove lavora Liliana, ma di nuovo non ci sono danni: Montalbano mando Augello sottocopertura per scoprire qualcosa di più ma trova solo Liliana e non riesce ad avvicinarla perché ella scappa via dopo aver ricevuto una telefonata in cui le si chiedeva di Arturo e aveva dovuto dire che Arturo quel giorno era inspiegabilmente assente dal lavoro.
Il giorno successivi avvengono le ammazzatine dei due amanti: Arturo è ritrovato nell'auto bruciata che si scopre essere quella di Liliana e che è stata rinvenuta insieme a una seconda auto bruciata. Costei, invece, è ritrovata accoltellata nel suo villino durante un incendio di quest'ultimo: per fortuna, un altro vicino di casa ha chiamato in tempo i pompieri, cosicché Montalbano riesce a trovare sia il cadavere Liliana sia dei computer, fortunatamente intatti. Montalbano porta a casa uno dei computer e chiama, in missione segreta, il suo sottoposto Catarella: egli è espertissimo di computer, così li smonta e scopre che vi sono stati nascosti dei sacchetti con della droga. Nel frattempo, Fazio e Augello scoprono che la targa della seconda auto bruciata è quella dell'auto di Bordonaro, cosicché, insieme a Montalbano, si preparano per arrestarlo per omicidio e spaccio.
Per evitare che vengano fatti sparire i computer rimasti ancora nel villino, Montalbano parla in TV facendo il finto tonto: dice di credere che l'ammazzatina di Arturo non sia un omicidio non di Mafia, bensì per gelosia e tace del tutto il fatto di aver trovato della droga nascosta nei computer. La sera, il commissario entra di nascosto si reca di nascosto al Villino e, a un certo, punto, si sente chiamare "commissario" da un uomo che si presenta non armato, che rivela di essere Adriano e che dice di essere venuto a costituirsi per gli affari avuti con Bordonaro. Adriano pensa sia stato quest'ultimo a commissionare le ammazzatine di Arturo e Liliana. Aggiunge, però, che Liliana era una moglie di copertura, che non aveva sposato e non amava ma che è stato egli stesso, e non Nicotra, a minacciare Liliana con lo sparo e a voler fare uno scoop giornalistico della reazione di lei con Montalbano, per timore che ella raccontasse tutto alla polizia. Poco dopo, arrivano due uomini armati, certamente scagnozzi di Nicotra o direttamente dei Sinagra, e Montalbano non ha bisogno di sparare loro perché li vede cadere a terra, abbattuti da un fucile impugnato da Adriano; questi racconta subito che teneva nascosto il fucile nella sua camera lì nel villino. Montalbano ringrazia Adriano per averlo difeso e chiede ad Augello, sopraggiunto come rinforzo insieme a Fazio, di aiutare Adriano a trovarsi un avvocato: Adriano si consegna a Fazio e Augello e Montalbano torna a casa abbastanza tranquillo, probabilmente con il pensiero che Adriano collaborerà con lui nel cercare di catturare Carlo Nicotra.
A tutti questa vicenda sono da sfondo gli altri personaggi "classici" dei gialli di Montalbano: l'eterna fidanzata Livia, che  in questa puntata compare solo telefonicamente e che quindi lascia ampio spazio alle tentazioni sessuali di Montalbano, la camera Adelina e i suoi "arancini" offerti anche a Liliana e il dottor Pasquano, insolitamente meno scorbutico del solito, e signor questore: questi è sul punto di accusare il commissario di omicidio perché aveva avuto la soffiata della relazione di Montalbano con Liliana e temeva che il commissario avesse ucciso Liliana dopo aver scoperto che ella aveva anche Arturo come amante.

## Edizioni
- Andrea Camilleri, Il gioco degli specchi, Prima ed., collana La memoria, Sellerio Editore, 2011,  pagg.255, ISBN 88-389-2563-1.